# フルリスロマイシン
フルリスロマイシン（英：Flurithromycin）は第二世代のマクロライド系抗生物質である。エリスロマイシンAのフッ素化誘導体である 。エリスロマイシンと同様の作用を持つ広域スペクトル抗生物質である。エリスロマイシンと異なり、フルリスロマイシンは酸性環境に対する耐性が高いため、消化過程でより多く活性を保ち、血清中濃度が高くなり、黄色ブドウ球菌や化膿レンサ球菌などの感受性の高い細菌をより効果的に殺菌することができる。